# Acherontides tanasachiae
Acherontides tanasachiae är en urinsektsart som först beskrevs av Lucian Gruia 1969.  Acherontides tanasachiae ingår i släktet Acherontides och familjen Hypogastruridae. Inga underarter finns listade i Catalogue of Life.